# Elias Mellus
Mar Yohannan Elias Mellus (ou Milos, Milus ; 1831-1908) était un évêque de l'Église catholique chaldéenne.

## Biographie
Elias Mellus est né le 19 septembre 1831 à Mardin. Il entra dans le monastère de Rabban Hormizd à Alqosh. Le 21 septembre 1856, il fut ordonné prêtre et le 5 juin 1864, il a été ordonné évêque d'Aqra par le Patriarche Joseph VI Audo.
Il a travaillé à partir de 1874 à 1882, dans la ville indienne de Thrissur. Au nom de l'église Chaldéenne Catholique délégué par le Patriarche Joseph VI Audo, il a cherché en vain la réunification de la faction catholique des chrétiens syro-malabar avec leur église mère, à savoir le "Patriarcat de Babylone", successeur de l'ancien catholicossat de Séleucie Ctesiphon.
L'expérience a abouti à un schisme: certains des disciples de Mellus quittèrent l'Église catholique chaldéenne et rejoignent l'Église syrienne chaldéenne de 1894 à 1909.
En 1882 Mar Elias Mellus a été suspendu et est retourné à Mossoul. Après quelques hésitations, il réintègre  l'Église catholique chaldéenne en 1890 et a été nommé évêque de Mardin, où il mourut le 16 février 1908. 
Il est l'auteur d'une "Histoire de l'Église Chaldéenne" (des origines au milieu du 6e siècle).